# Maria Deskur
Maria Deskur (ur. 1974) – polska wydawczyni, inicjatorka cyklu książek "Basia" Zofii Staneckiej i oraz serii Czytam sobie, ekspertka upowszechniania czytania, współfundatorka i prezeska Fundacji Powszechnego Czytania, Ashoka Fellow (Ashoka (stowarzyszenie)).

## Życiorys
Ukończyła romanistykę na Uniwersytecie Jagiellońskim, literaturę francuską na Sorbonie w Paryżu i licencjat z komunikacji na Uniwersytecie Lumiere w Lyonie. Współzałożycielka wydawnictwa Muchomor w 2002 roku. Zwyciężczyni konkursu International Young Publisher of the Year Award 2005 organizowanego przez London Book Fair i British Council. W latach 2011-2019 pracowała w Egmont Polska kolejno jako wydawca, dyrektor wydawniczy, i dyrektor zarządzająca Działem Książek. W 2018 roku razem z dwudziestoma innymi fundatorami założyła Fundację Powszechnego Czytania, której jest od tego czasu prezesem zarządu. W latach 2020-2023 była Dyrektorem zarządzającym Działami książek i kolekcji w Burdamedia Polska. W 2023 roku została zaproszona do grona członków Ashoki.
W 2019 roku w ramach działalności Fundacji Powszechnego Czytania zaprosiła do Polski profesora Barrego Zuckermana, twórcę organizacji Reach Out and Read. Powstał pierwszy program Fundacji: "Książka na receptę. Recepta na sukces". W kolejnych latach zainicjowała powstanie programów "Supermoc książek", "Czytanie rządzi", "Ratownicy czytelnictwa". Po wybuchu wojny w Ukrainie wraz z zespołem uruchomiła program pomocowy "Książka Chroni", którego uzupełnieniem stała się międzynarodowa konferencja "Literacy for Democracy". Od 2021 roku razem z Krakowskim Biurem Festiwalowym, Wrocławskim Domem Literatury i Polską Izba Książki koordynuje prace Inicjatywy "Czytająca Polska". 
W kwietniu 2024 roku powołana przez Ministerstwo Kultury i Dziedzictwa Narodowego do Zespołu Sterującego ds. zakupu nowości wydawniczych do bibliotek w ramach realizacji Priorytetu 1 Narodowego Programu Rozwoju Czytelnictwa 2.0.
W listopadzie 2024 roku powołana przez Adrianę Porowską, minister ds społeczeństwa obywatelskiego w trzecim rządzie Donalda Tuska, w skład Rady Działalności Pożytku Publicznego

## Nagrody i wyróżnienia
W 2005 zwyciężczyni konkursu International Young Publisher of the Year Award organizowanego przez London Book Fair i British Council. W 2006 roku była Jurorem w kolejnej edycji konkursu. 
W 2019 roku dostała nagrodę główną konkursu Zwyrtała na Międzynarodowym Festiwalu Literatury w Rabce.

## Publikacje
- 2021: Supermoc książek. Poradnik upowszechniania czytania[9]
- 2021: Supermoc książek. Jak rozwijać zainteresowania czytelnicze dzieci?[10] [współautorstwo z Agnieszką Szprycer-Brodowską, Moniką Hałuchą i Ewą Wilczyńską]
- 2023: Supermoc książek. TataTeżCzyta[11] [współautorstwo z Edytą Plich]
- 2023: Paradoksy czytelnictwa, czyli dlaczego prosty temat jest zawiły[12], Czytamy i dyskutujemy w bibliotekach szkolnych - Fundacja Civis Polonus
- 2023: Uczmy dzieci czytać, by potrafiły się uczyć i stawać się kim chcą[13], Wyborcza.pl
- 2023: Naszą siłą jest współpraca[14], Biblioteka Analiz [wywiad z Marią Deskur, Grzegorzem Majerowiczem i Katarzyną Konopką]
- 2024: Czytająca szkoła[15], współautorstwo z Kingą Białek, Edytą Plich, Krzysztofem Biedrzyckim, Aleksandrą Ruszkowską, Wiolettą Maciejewską, Kariną Muchą, Agnieszką Karp-Szymańską, Joanną Dobkowską.

## Życie prywatne
Jest córką Jana Środonia. 